# Guy Molinari
Gaetano Victor Molinari dit Guy Molinari est un avocat et homme politique américain né le 23 novembre 1928 à Manhattan et mort dans ce même arrondissement de New York le 25 juillet 2018.
Il est membre de l'Assemblée de l'État de New York (1975-1980), représentant des États-Unis (1981-1989) et président de l'arrondissement de Staten Island (1990-2001).
Un vaisseau spatial porte son nom dans le roman L'Éveil du Léviathan (2014) de James S. A. Corey et son adaptation télévisée, The Expanse (2015-).